# Contea di Wheatland
La contea di Wheatland (in inglese Wheatland County) è una contea del Montana, negli Stati Uniti. Il suo capoluogo amministrativo è Harlowton.

## Storia
La contea fu creata il 22 febbraio 1917.

## Geografia fisica
La contea di Wheatland ha un'area di 3.699 km² di cui lo 0,36% è coperto d'acqua. Confina con le seguenti contee:
- contea di Judith Basin - nord
- contea di Fergus - nord
- contea di Golden Valley - est
- contea di Sweet Grass - sud
- contea di Meagher - ovest

## Città principali
- Harlowton
- Judith Gap
- Two Dot

## Strade principali
- U.S. Route 12
- U.S. Route 191
- Montana Highway 3

## Società

### Evoluzione demografica

Situazione demografica

Abitanti censiti (migliaia)